# Salles-sur-l'Hers
Pour les articles homonymes, voir Salles.
Salles-sur-l'Hers  (occitan : Salas d'Èrs) est une commune française, située dans le nord-ouest du département de l'Aude en région Occitanie.
Sur le plan historique et culturel, la commune fait partie du Lauragais, l'ancien « Pays de Cocagne », lié à la fois à la culture du pastel et à l’abondance des productions, et de « grenier à blé du Languedoc ». Exposée à un climat océanique altéré, elle est drainée par l'Hers-Mort, le Jammas, le ruisseau de ribigou, le ruisseau du Château et par divers autres petits cours d'eau. La commune possède un patrimoine naturel remarquable : un site Natura 2000 (le « piège et collines du Lauragais ») et deux zones naturelles d'intérêt écologique, faunistique et floristique.
Salles-sur-l'Hers est une commune rurale qui compte 752 habitants en 2022, après avoir connu une forte hausse de la population depuis 1975. Elle fait partie de l'aire d'attraction de Toulouse. Ses habitants sont appelés les Salhersais ou  Salhersaises.
Ses habitants sont les Salhersiens.
Le patrimoine architectural de la commune comprend deux  immeubles protégés au titre des monuments historiques : l'église Saint-Mathieu, inscrite en 1926, et le donjon, inscrit en 2003.

## Géographie

### Localisation
C'est une Bastide située dans le Lauragais en Piège sur l'ancienne route nationale 625 entre Gardouch et Mirepoix

### Communes limitrophes
Salles-sur-l'Hers est limitrophe de huit autres communes.
Les communes limitrophes sont  Belflou, Cumiès, Fajac-la-Relenque, La Louvière-Lauragais, Marquein, Montauriol, Saint-Michel-de-Lanès et Sainte-Camelle.
| Marquein              | Saint-Michel-de-Lanès | Belflou    |
| Fajac-la-Relenque     | Salles-sur-l'Hers     | Cumiès     |
| La Louvière-Lauragais | Sainte-Camelle        | Montauriol |

### Géologie et relief
La superficie de la commune est de 1 931 hectares ; son altitude varie de 205  à   335 mètres.

### Voies de communication et transports
Accès par l'ancienne route nationale 625 ainsi qu'avec les lignes intermodales d'Occitanie et le réseau liO Arc-en-Ciel. Voir aussi l'ancien tramways de l'Aude.

### Hydrographie
La commune est dans le bassin de la Garonne, au sein du bassin hydrographique Adour-Garonne. Elle est drainée par l'Hers-Mort, le Jammas, le ruisseau de Ribigou, le ruisseau du Château, un bras de l'Hers Mort, le ruisseau de Coupadels, le ruisseau de Fontfroide, le ruisseau de la Béziane, le ruisseau de la carrairasse, le ruisseau d'Espéramont du Garrigal, le ruisseau des Pradels, le ruisseau du Labadou et par divers petits cours d'eau, qui constituent un réseau hydrographique de 33 km de longueur totale,.
L'Hers-Mort, d'une longueur totale de 89,3 km, prend sa source dans la commune de Laurac et s'écoule du sud-est vers le nord-ouest. Il traverse la commune et se jette dans la Garonne à Grenade, après avoir traversé 40 communes.
Le Jammas, d'une longueur totale de 11,8 km, prend sa source dans la commune de Saint-Amans et s'écoule du sud-est vers le nord-ouest. Il traverse la commune et se jette dans l'Hers-Mort sur le territoire communal, après avoir traversé 7 communes.

### Climat
Pour des articles plus généraux, voir Climat de l'Occitanie et Climat de l'Aude.
En 2010, le climat de la commune est de type climat du Bassin du Sud-Ouest, selon une étude s'appuyant sur une série de données couvrant la période 1971-2000. En 2020, Météo-France publie une typologie des climats de la France métropolitaine dans laquelle la commune est exposée à un climat océanique altéré et est dans la région climatique Aquitaine, Gascogne, caractérisée par une pluviométrie abondante au printemps, modérée en automne, un faible ensoleillement au printemps, un été chaud (19,5 °C), des vents faibles, des brouillards fréquents en automne et en hiver et des orages fréquents en été (15 à 20 jours).
Pour la période 1971-2000, la température annuelle moyenne est de 12,9 °C, avec une amplitude thermique annuelle de 15,5 °C. Le cumul annuel moyen de précipitations est de 781 mm, avec 9,1 jours de précipitations en janvier et 5,3 jours en juillet. Pour la période 1991-2020, la température moyenne annuelle observée sur la station météorologique la plus proche, située sur la commune de Montferrand à 8 km à vol d'oiseau, est de 13,7 °C et le cumul annuel moyen de précipitations est de 758,8 mm,. Pour l'avenir, les paramètres climatiques de la commune estimés pour 2050 selon différents scénarios d'émission de gaz à effet de serre sont consultables sur un site dédié publié par Météo-France en novembre 2022.

### Milieux naturels et biodiversité

#### Réseau Natura 2000

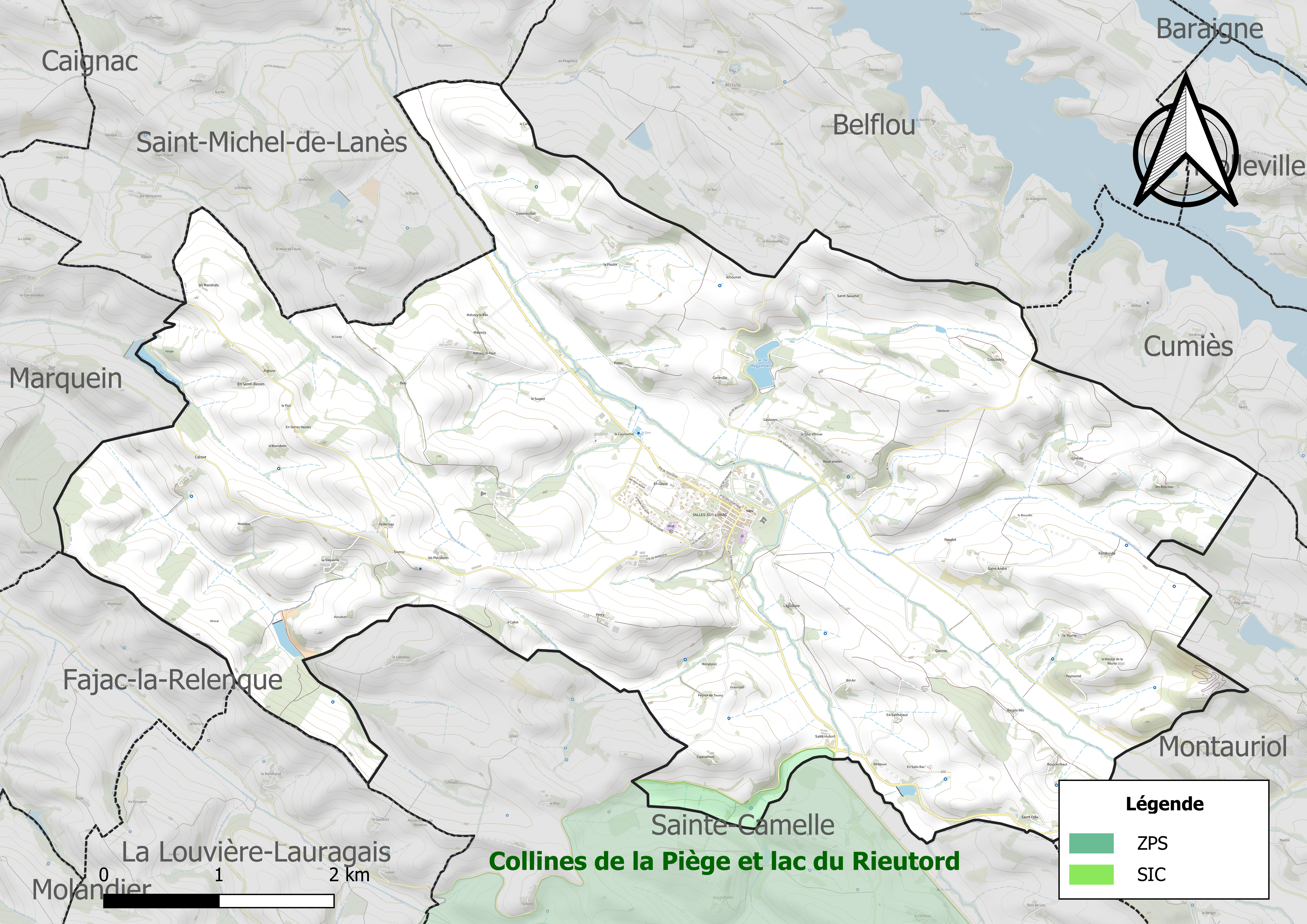
Sites Natura 2000 sur le territoire communal.

Le réseau Natura 2000 est un réseau écologique européen de sites naturels d'intérêt écologique élaboré à partir des directives habitats et oiseaux, constitué de zones spéciales de conservation (ZSC) et de zones de protection spéciale (ZPS).
Un site Natura 2000 a été défini sur la commune au titre  de la directive oiseaux : le « piège et collines du Lauragais », d'une superficie de 31 216 ha, ayant une position de transition entre la Montagne Noire et les premiers contreforts pyrénéens. On y voit donc régulièrement des espèces à grand domaine vital soit en chasse, soit à la recherche soit de sites de nidification : le Vautour fauve, l'Aigle royal, le Faucon pèlerin sont ainsi plus ou moins régulièrement observés sur le territoire concerné.

#### Zones naturelles d'intérêt écologique, faunistique et floristique
L’inventaire des zones naturelles d'intérêt écologique, faunistique et floristique (ZNIEFF) a pour objectif de réaliser une couverture des zones les plus intéressantes sur le plan écologique, essentiellement dans la perspective d’améliorer la connaissance du patrimoine naturel national et de fournir aux différents décideurs un outil d’aide à la prise en compte de l’environnement dans l’aménagement du territoire.
Une ZNIEFF de type 1 est recensée sur la commune :
les « collines de la Piège et lac du Rieutord » (4 812 ha), couvrant 11 communes du département et une ZNIEFF de type 2, : 
les « collines de la Piège » (27 918 ha), couvrant 40 communes dont 38 dans l'Aude et 2 dans la Haute-Garonne.

Carte des ZNIEFF de type 1 et 2 à Salles-sur-l'Hers.
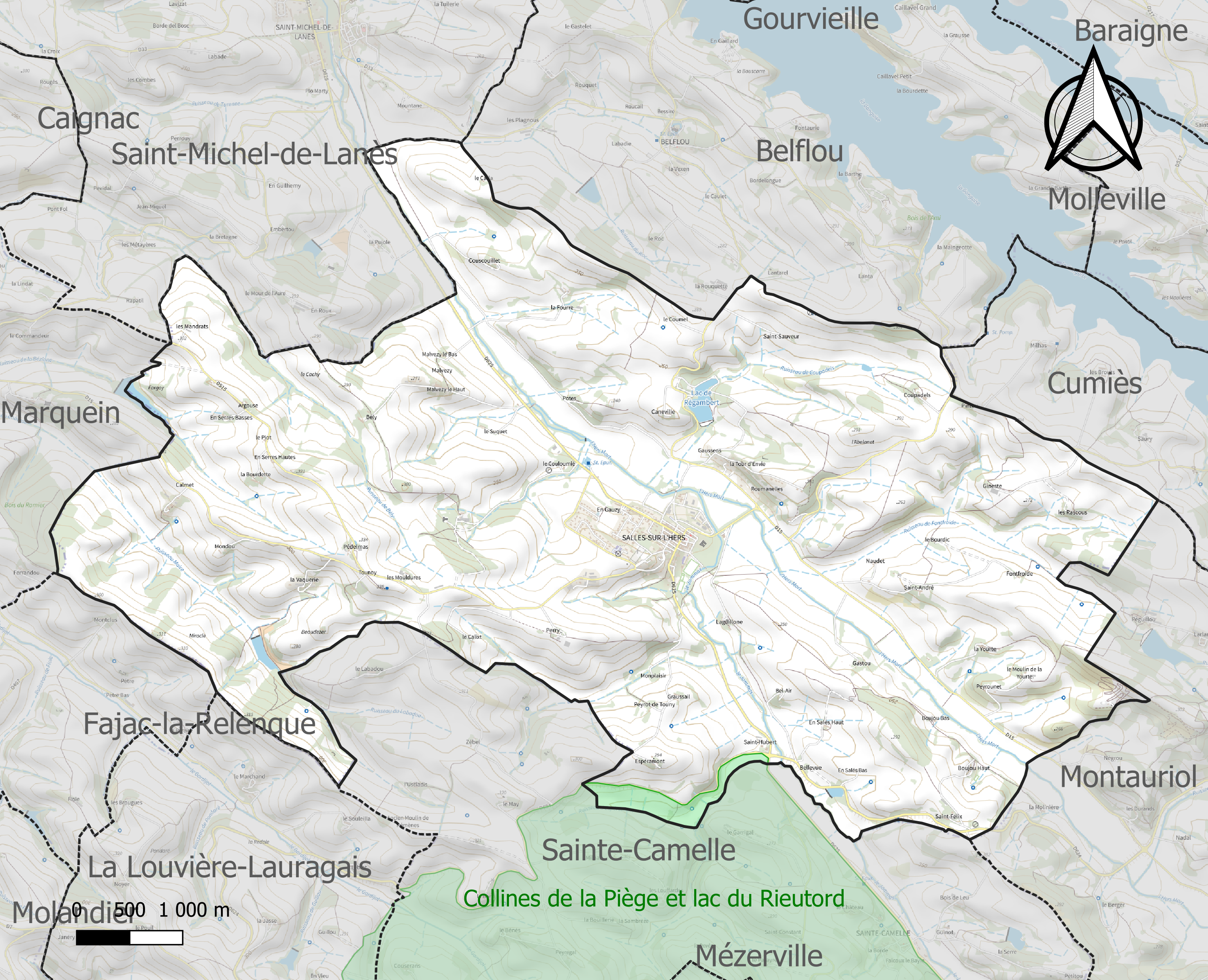
Carte de la ZNIEFF de type 1 sur la commune.
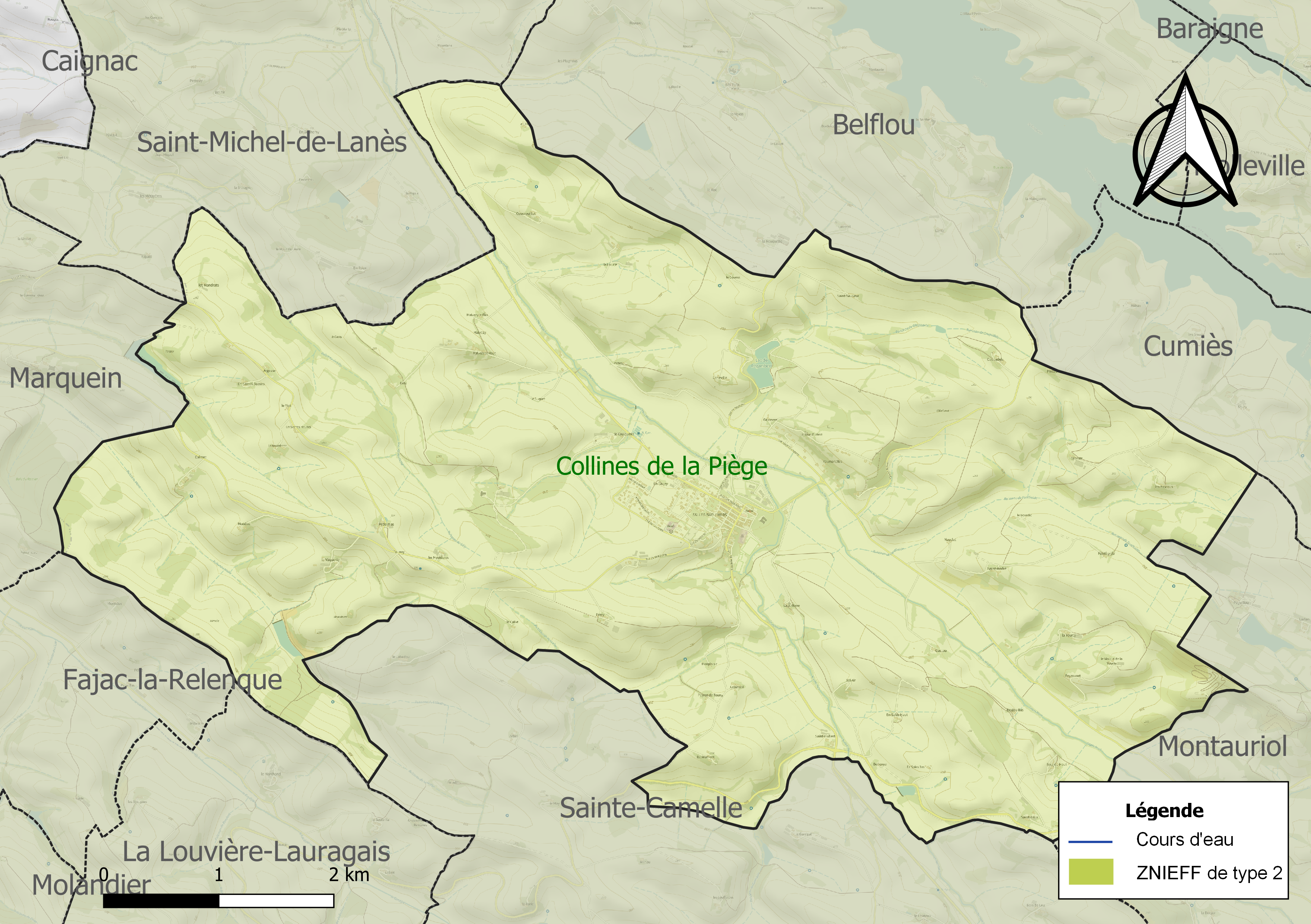
Carte de la ZNIEFF de type 2 sur la commune.

## Urbanisme

### Typologie
Au 1er janvier 2024, Salles-sur-l'Hers est catégorisée commune rurale à habitat dispersé, selon la nouvelle grille communale de densité à 7 niveaux définie par l'Insee en 2022.
Elle est située hors unité urbaine. Par ailleurs la commune fait partie de l'aire d'attraction de Toulouse, dont elle est une commune de la couronne,. Cette aire, qui regroupe 527 communes, est catégorisée dans les aires de 700 000 habitants ou plus (hors Paris),.

### Occupation des sols
L'occupation des sols de la commune, telle qu'elle ressort de la base de données européenne d’occupation biophysique des sols Corine Land Cover (CLC), est marquée par l'importance des territoires agricoles (98 % en 2018), une proportion sensiblement équivalente à celle de 1990 (98,3 %). La répartition détaillée en 2018 est la suivante : 
terres arables (72,1 %), zones agricoles hétérogènes (21,7 %), prairies (4,2 %), zones urbanisées (1,9 %), forêts (0,1 %). L'évolution de l’occupation des sols de la commune et de ses infrastructures peut être observée sur les différentes représentations cartographiques du territoire : la carte de Cassini (XVIIIe siècle), la carte d'état-major (1820-1866) et les cartes ou photos aériennes de l'IGN pour la période actuelle (1950 à aujourd'hui).

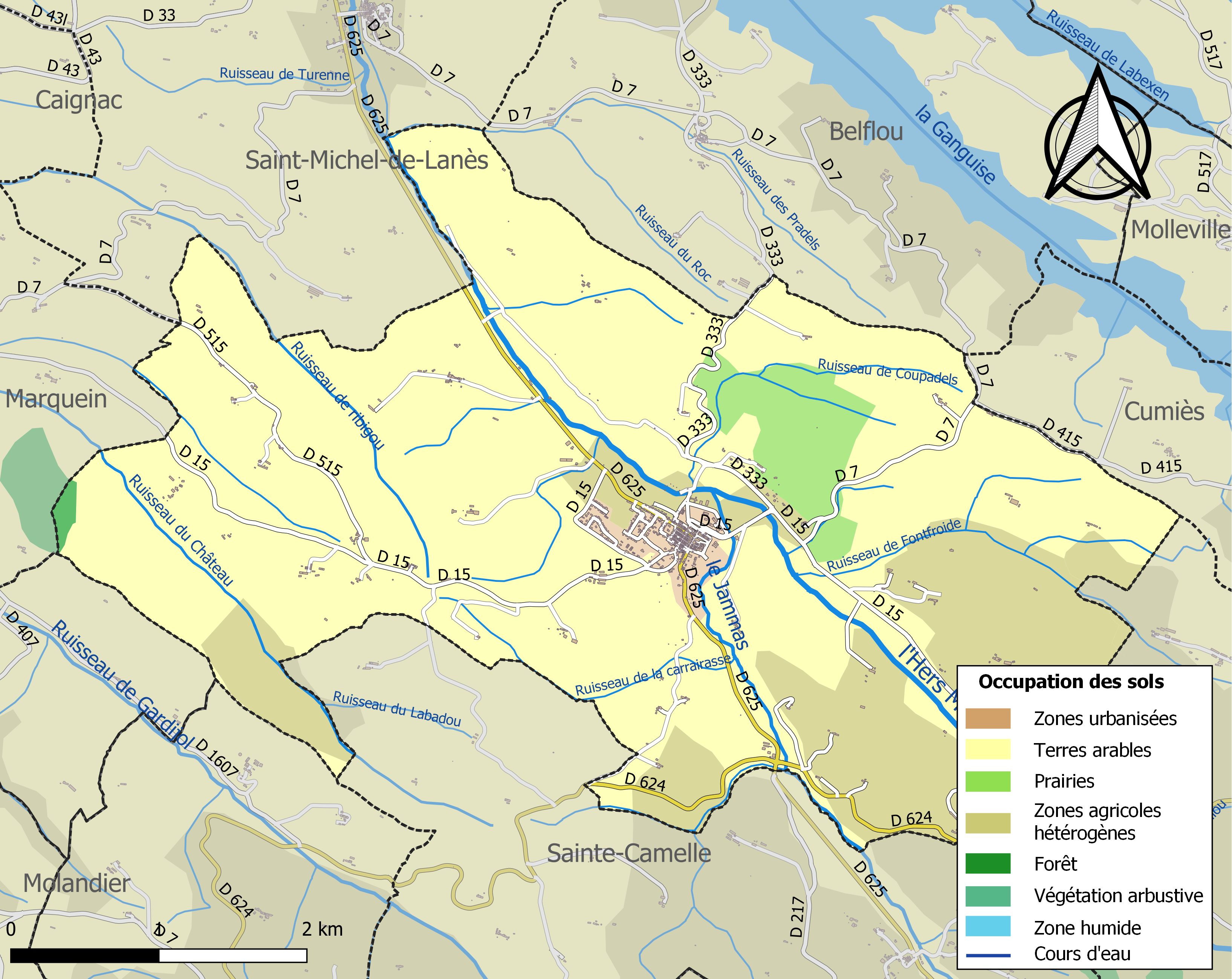
Carte des infrastructures et de l'occupation des sols de la commune en 2018 (CLC).

### Risques majeurs
Le territoire de la commune de Salles-sur-l'Hers est vulnérable à différents aléas naturels : météorologiques (tempête, orage, neige, grand froid, canicule ou sécheresse), inondations et séisme (sismicité très faible). Un site publié par le BRGM permet d'évaluer simplement et rapidement les risques d'un bien localisé soit par son adresse soit par le numéro de sa parcelle.
Certaines parties du territoire communal sont susceptibles d’être affectées par le risque d’inondation par débordement de cours d'eau, notamment le ruisseau de Glandes. La commune a été reconnue en état de catastrophe naturelle au titre des dommages causés par les inondations et coulées de boue survenues en 1982, 1992, 2009 et 2018,.

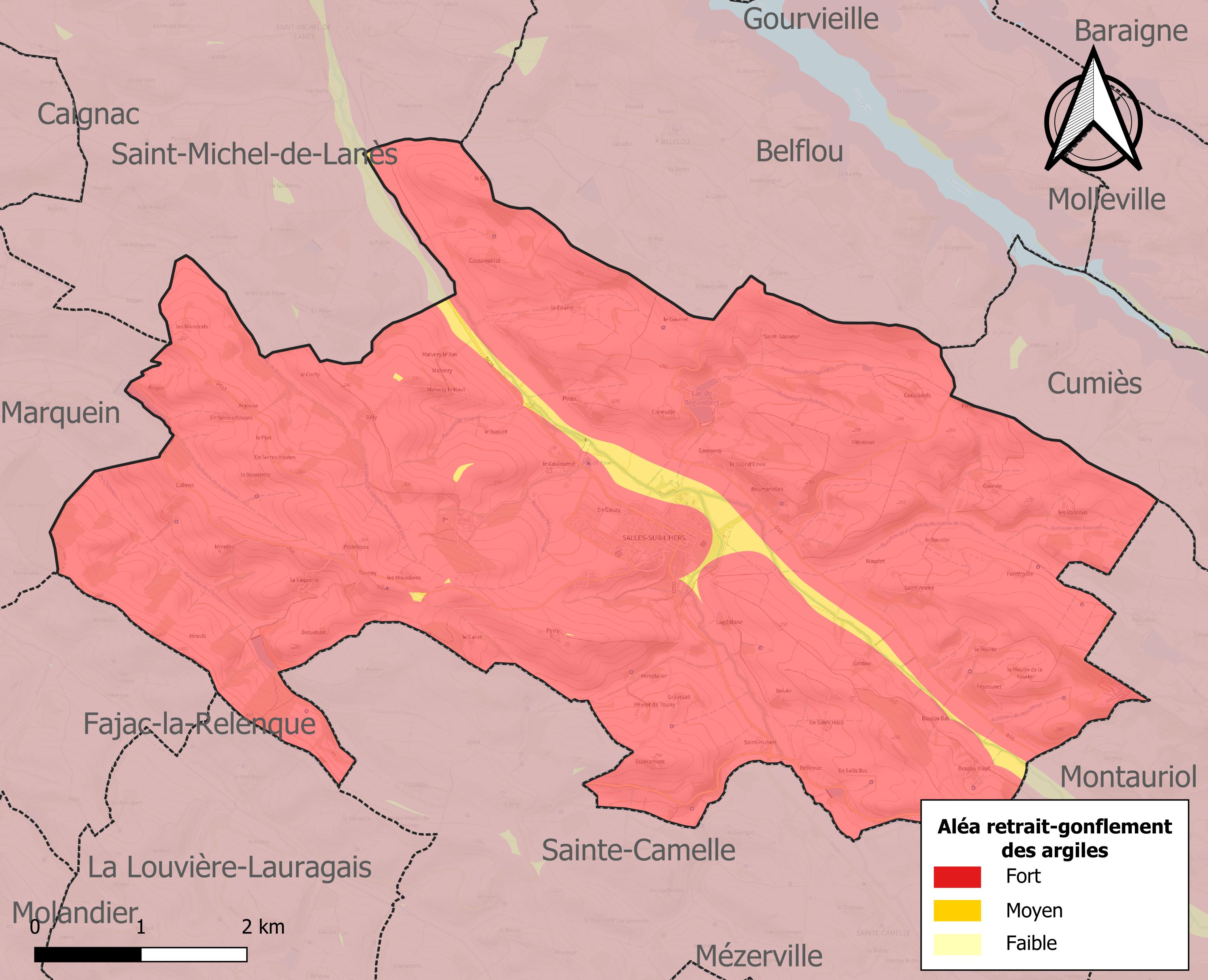
Carte des zones d'aléa retrait-gonflement des sols argileux de Salles-sur-l'Hers.

Le retrait-gonflement des sols argileux est susceptible d'engendrer des dommages importants aux bâtiments en cas d’alternance de périodes de sécheresse et de pluie. La totalité de la commune est en aléa moyen ou fort (75,2 % au niveau départemental et 48,5 % au niveau national). Sur les 388 bâtiments dénombrés sur la commune en 2019, 388 sont en aléa moyen ou fort, soit 100 %, à comparer aux 94 % au niveau départemental et 54 % au niveau national. Une cartographie de l'exposition du territoire national au retrait gonflement des sols argileux est disponible sur le site du BRGM,.

## Les Templiers et les Hospitaliers
« Coupadels », lieu-dit qui fut un fief templier avant de devenir un membre de la commanderie de l'ordre de Saint-Jean de Jérusalem de Caignac,.

## Politique et administration

### Administration municipale
Le nombre d'habitants au recensement de 2011 étant compris entre 500 et 1 499 habitants, le nombre de membres du conseil municipal pour l'élection de 2014 est de quinze,.

### Rattachements administratifs et électoraux
Commune faisant partie de la communauté de communes Castelnaudary Lauragais Audois et du canton de Bram (avant le redécoupage départemental de 2014, Salles-sur-l'Hers était le chef-lieu de l'ex-canton de Salles-sur-l'Hers).

### Liste des maires
| Période                                  | Période      | Identité       | Étiquette | Qualité            |
| ---------------------------------------- | ------------ | -------------- | --------- | ------------------ |
| 25 juin 1988                             | 30 juin 2020 | Michel Brousse | PS        | Conseiller général |
| Les données manquantes sont à compléter. |              |                |           |                    |

## Population et société

### Démographie
L'évolution du nombre d'habitants est connue à travers les recensements de la population effectués dans la commune depuis 1793. Pour les communes de moins de 10 000 habitants, une enquête de recensement portant sur toute la population est réalisée tous les cinq ans, les populations de référence des années intermédiaires étant quant à elles estimées par interpolation ou extrapolation. Pour la commune, le premier recensement exhaustif entrant dans le cadre du nouveau dispositif a été réalisé en 2007.

En 2022, la commune comptait 752 habitants, en évolution de +7,58 % par rapport à 2016 (Aude : +2,65 %, France hors Mayotte : +2,11 %).
| 1793 | 1800 | 1806  | 1821 | 1831  | 1836  | 1841  | 1846  | 1851  |
| ---- | ---- | ----- | ---- | ----- | ----- | ----- | ----- | ----- |
| 945  | 939  | 1 039 | 964  | 1 083 | 1 135 | 1 189 | 1 190 | 1 212 |

| 1856  | 1861  | 1866  | 1872  | 1876  | 1881  | 1886  | 1891 | 1896 |
| ----- | ----- | ----- | ----- | ----- | ----- | ----- | ---- | ---- |
| 1 214 | 1 216 | 1 134 | 1 135 | 1 084 | 1 027 | 1 052 | 986  | 921  |

| 1901 | 1906 | 1911 | 1921 | 1926 | 1931 | 1936 | 1946 | 1954 |
| ---- | ---- | ---- | ---- | ---- | ---- | ---- | ---- | ---- |
| 946  | 893  | 932  | 765  | 798  | 770  | 764  | 759  | 677  |

| 1962 | 1968 | 1975 | 1982 | 1990 | 1999 | 2006 | 2007 | 2012 |
| ---- | ---- | ---- | ---- | ---- | ---- | ---- | ---- | ---- |
| 578  | 538  | 528  | 528  | 476  | 540  | 570  | 574  | 655  |

| 2017 | 2022 | - | - | - | - | - | - | - |
| ---- | ---- | - | - | - | - | - | - | - |
| 701  | 752  | - | - | - | - | - | - | - |

| selon la population municipale des années : | 1968 | 1975 | 1982 | 1990 | 1999 | 2006 | 2009 | 2013 |
| Rang de la commune dans le département      | 97   | 113  | 103  | 118  | 108  | 113  | 114  | 108  |
| Nombre de communes du département           | 439  | 436  | 435  | 437  | 438  | 438  | 438  | 438  |

## Économie

### Revenus
En 2018  (données Insee publiées en septembre 2021), la commune compte 309 ménages fiscaux, regroupant 691 personnes. La médiane du revenu disponible par unité de consommation est de 19 670 € (19 240 € dans le département).

### Emploi
| Division       | 2008   | 2013   | 2018   |
| -------------- | ------ | ------ | ------ |
| Commune        | 5,5 %  | 7 %    | 12,1 % |
| Département    | 10,2 % | 12,8 % | 12,6 % |
| France entière | 8,3 %  | 10 %   | 10 %   |

En 2018, la population âgée de 15 à 64 ans s'élève à 401 personnes, parmi lesquelles on compte 83,9 % d'actifs (71,8 % ayant un emploi et 12,1 % de chômeurs) et 16,1 % d'inactifs,. En  2018, le taux de chômage communal (au sens du recensement) des 15-64 ans est inférieur à celui du département, mais supérieur à celui de la France, alors qu'en 2008 il était inférieur à celui de la France.
La commune fait partie de la couronne de l'aire d'attraction de Toulouse, du fait qu'au moins 15 % des actifs travaillent dans le pôle,. Elle compte 382 emplois en 2018, contre 408 en 2013 et 314 en 2008. Le nombre d'actifs ayant un emploi résidant dans la commune est de 291, soit un indicateur de concentration d'emploi de 131,2 % et un taux d'activité parmi les 15 ans ou plus de 61 %.
Sur ces 291 actifs de 15 ans ou plus ayant un emploi, 111 travaillent dans la commune, soit 38 % des habitants. Pour se rendre au travail, 82,3 % des habitants utilisent un véhicule personnel ou de fonction à quatre roues, 1,7 % les transports en commun, 9 % s'y rendent en deux-roues, à vélo ou à pied et 6,9 % n'ont pas besoin de transport (travail au domicile).

### Activités hors agriculture

#### Secteurs d'activités
73 établissements sont implantés  à Salles-sur-l'Hers au 31 décembre 2019. Le tableau ci-dessous en détaille le nombre par secteur d'activité et compare les ratios avec ceux du département,.
| Secteur d'activité                                                                                        | Commune | Commune | Département |
| Secteur d'activité                                                                                        | Nombre  | %       | %           |
| --- | ------- | ------- | ----------- |
| Ensemble                                                                                                  | 73      |         |             |
| Industrie manufacturière, industries extractives et autres                                                | 10      | 13,7 %  | (8,8 %)     |
| Construction                                                                                              | 10      | 13,7 %  | (14 %)      |
| Commerce de gros et de détail, transports, hébergement et restauration                                    | 19      | 26 %    | (32,3 %)    |
| Activités financières et d'assurance                                                                      | 1       | 1,4 %   | (2,7 %)     |
| Activités immobilières                                                                                    | 1       | 1,4 %   | (5,2 %)     |
| Activités spécialisées, scientifiques et techniques et activités de services administratifs et de soutien | 8       | 11 %    | (13,3 %)    |
| Administration publique, enseignement, santé humaine et action sociale                                    | 19      | 26 %    | (13,2 %)    |
| Autres activités de services                                                                              | 5       | 6,8 %   | (8,8 %)     |

Le secteur de l'administration publique, l'enseignement, la santé humaine et l'action sociale est prépondérant sur la commune puisqu'il représente 26 % du nombre total d'établissements de la commune (19 sur les 73 entreprises implantées  à Salles-sur-l'Hers), contre 13,2 % au niveau départemental.

#### Entreprises
Les trois entreprises ayant leur siège social sur le territoire communal qui génèrent le plus de chiffre d'affaires en 2020 sont : 
- Cazal, travaux de terrassement spécialisés ou de grande masse (61 090 k€)
- Bioespuna S.coop, commerce de détail de fruits et légumes en magasin spécialisé (1 141 k€)
- Holding Larrieu, activités des sièges sociaux (0 k€)

L'économie de la commune est essentiellement basée sur l'agriculture.

### Agriculture
La commune est dans le Lauragais, une petite région agricole occupant le nord-ouest du département de l'Aude,. En 2020, l'orientation technico-économique de l'agriculture  sur la commune est l'exploitation de grandes cultures (hors céréales et oléoprotéagineuses).
|               | 1988  | 2000 | 2010 | 2020 |
| ------------- | ----- | ---- | ---- | ---- |
| Exploitations | 32    | 25   | 25   | 20   |
| SAU (ha)      | 1 504 | 1838 | 1835 | 1666 |

Le nombre d'exploitations agricoles en activité et ayant leur siège dans la commune est passé de 32 lors du recensement agricole de 1988  à 25 en 2000 puis à 25 en 2010 et enfin à 20 en 2020, soit une baisse de 37 % en 32 ans. Le même mouvement est observé à l'échelle du département qui a perdu pendant cette période 60 % de ses exploitations,. La surface agricole utilisée sur la commune a quant à elle augmenté, passant de 1 504 ha en 1988 à 1 666 ha en 2020. Parallèlement la surface agricole utilisée moyenne par exploitation a augmenté, passant de 47 à 83 ha.

### Enseignement
Salles-sur-l'Hers fait partie de l'académie de Montpellier.
L'éducation est assurée sur la commune par une école école maternelle et une école primaire.

### Culture et festivité
Crèche des pitchouns, médiathèque, gymnastique.. Elle participe aussi à Nuit debout.

### Sports
Pétanque, pêche sportive, randonnée pédestre.

## Culture locale et patrimoine

### Lieux et monuments
- Donjon de Salles-sur-l'Hers, donjon inscrit au titre des monuments historiques en 2003[46] château, privé, ne peut être visité.
- Église Saint-Mathieu, église, d'art roman. Le clocher-mur a été inscrit au titre des monuments historiques en 1926[47].
- Monument aux morts.

### Personnalités liées à la commune
- Huguette Rivière (1922-2018) chanteuse soprano lyrique née dans la commune.

### Héraldique
| Blason de Salles-sur-l'Hers | Blason  | De gueules au cœur d'argent, au chef cousu d'azur, au croissant d'or accompagné de deux étoiles du même. |
| Blason de Salles-sur-l'Hers | Détails | Le statut officiel du blason reste à déterminer.                                                         |

## Pour approfondir